# Дисенхофен
Дисенхофен (нем. Diessenhofen) — коммуна в Швейцарии, находится в кантоне Тургау.
С 2011 года входит в состав округа Фрауэнфельд (ранее была центром округа Дисенхофен). Население составляет 3160 человек (на 31 декабря 2007 года). Официальный код — 4545.

## Фотографии

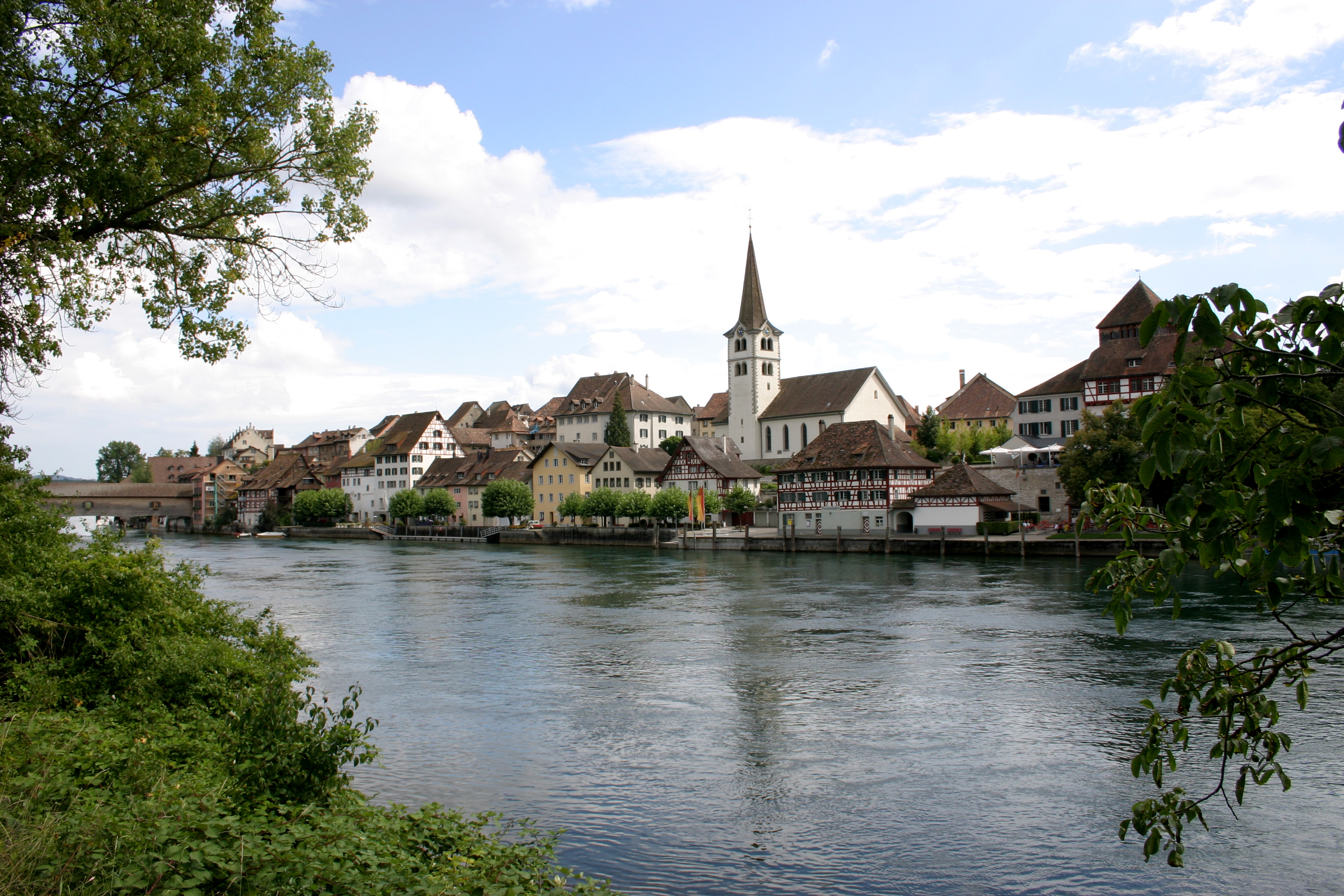
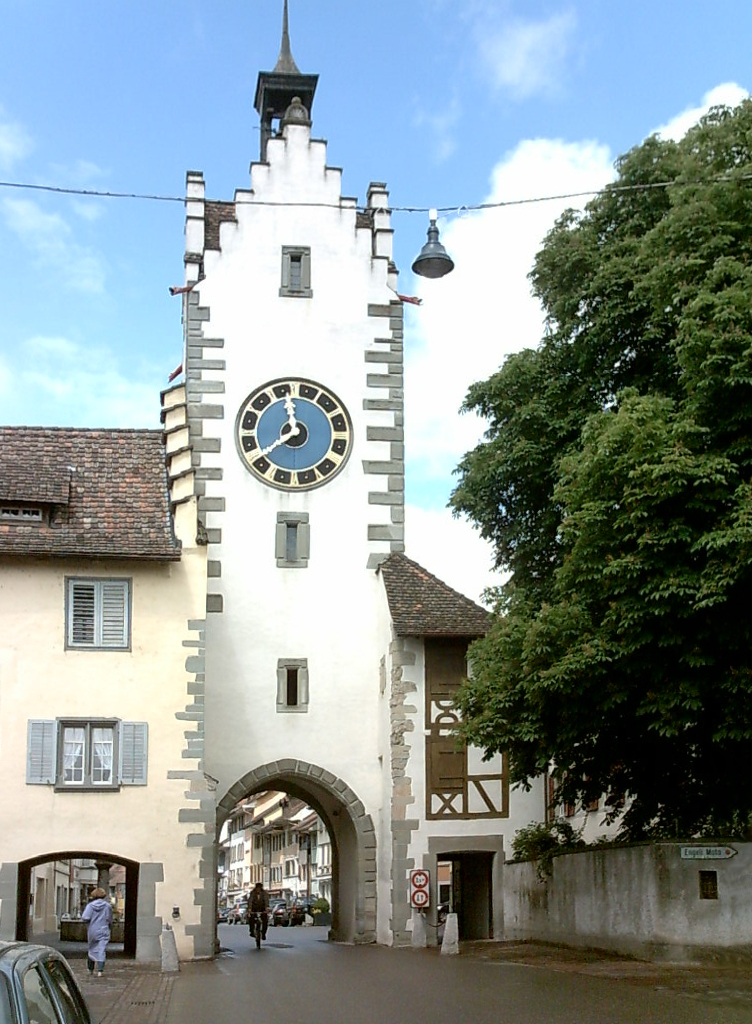
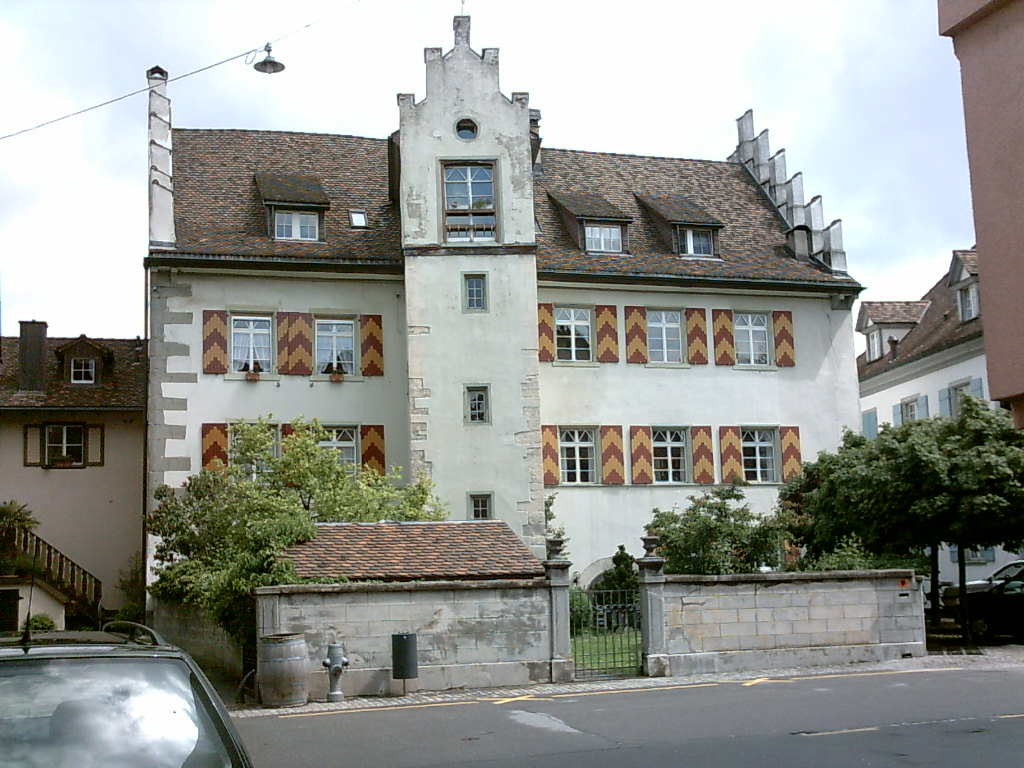
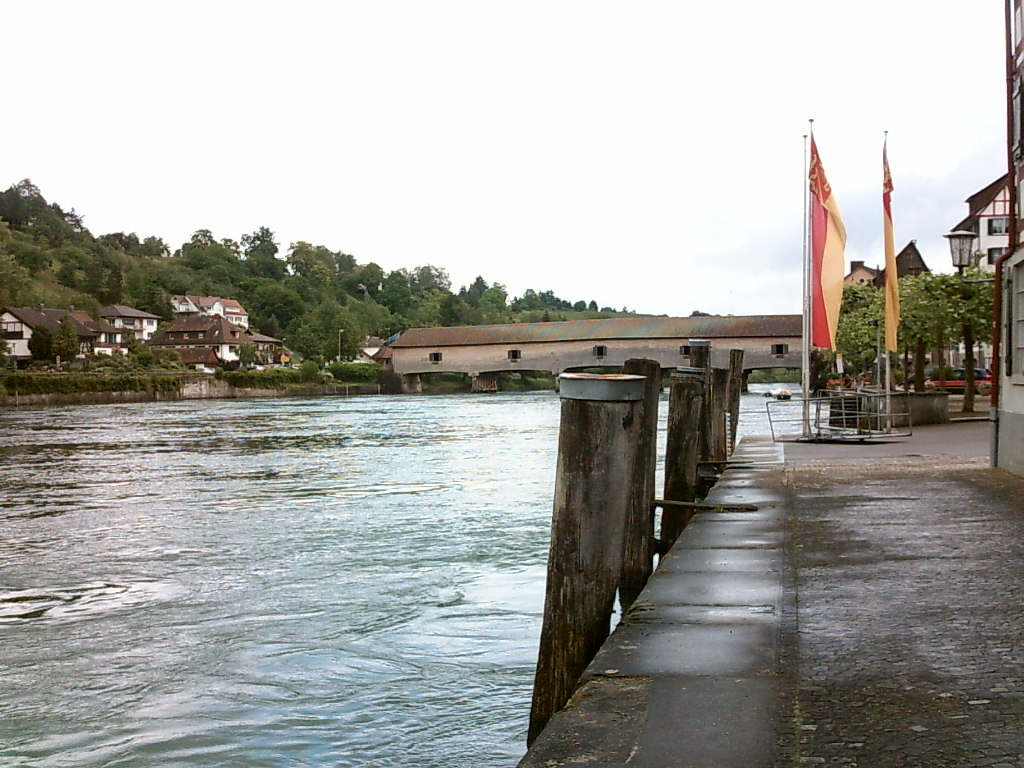